# Steppekrabspin
De steppekrabspin (Xysticus bifasciatus) is een spinnensoort uit de familie van de krabspinnen (Thomisidae).
De wetenschappelijke naam van de soort werd in 1837 gepubliceerd door Carl Ludwig Koch.